# Sipanea glaberrima
Sipanea glaberrima är en måreväxtart som först beskrevs av Cornelis Eliza Bertus Bremekamp, och fick sitt nu gällande namn av Julian Alfred Steyermark. Sipanea glaberrima ingår i släktet Sipanea och familjen måreväxter. Inga underarter finns listade i Catalogue of Life.